# Herdenkingsdag Armeense Genocide

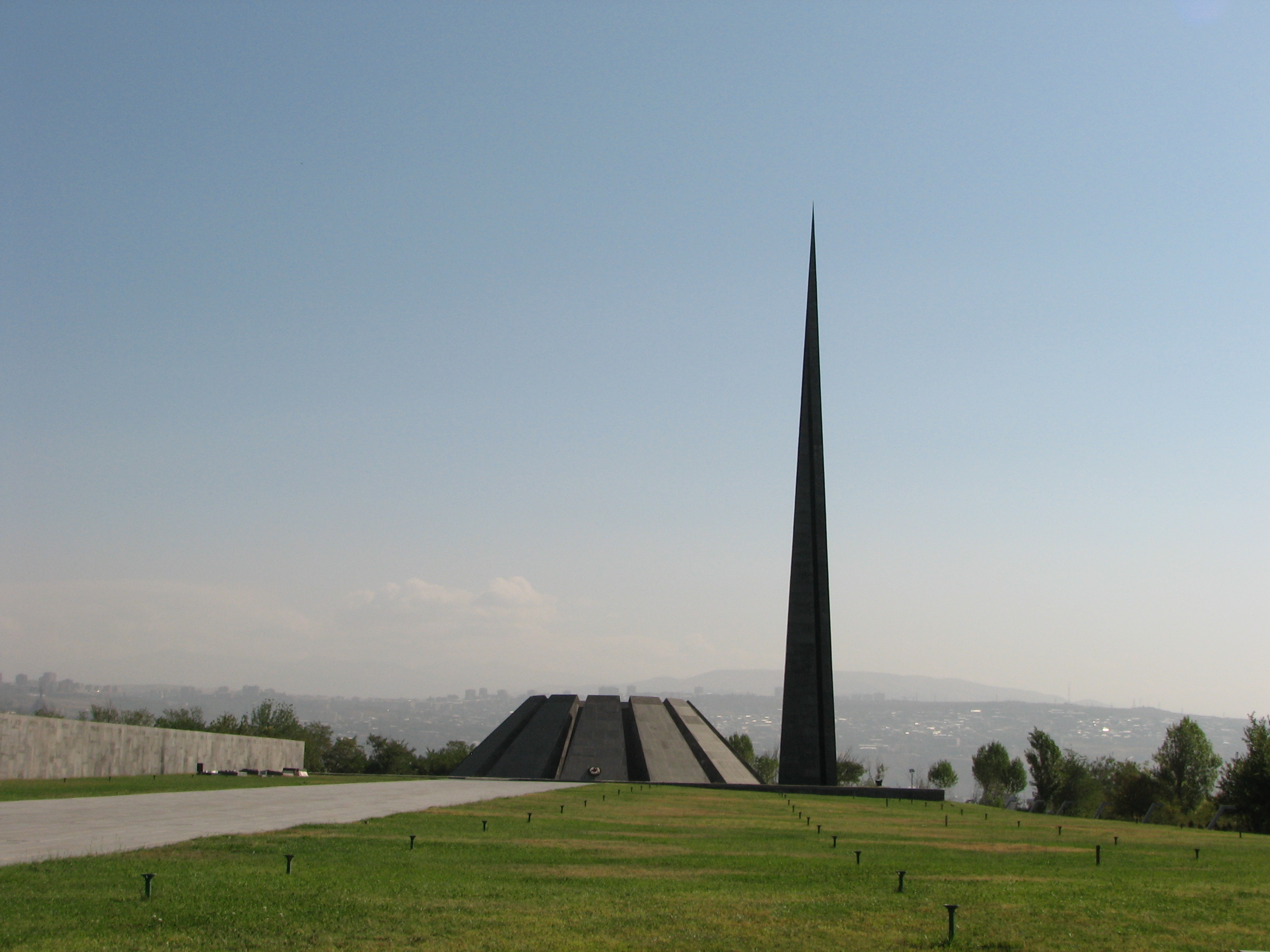
Het nationaal monument Tsitsernakaberd

De Herdenkingsdag Armeense Genocide (Armeens: Մեծ Եղեռնի զոհերի հիշատակի օր) is een herdenkingsdag die elk jaar wordt gehouden op 24 april. De dag is een nationale herdenkingsdag in Armenië en in het aangrenzende Nagorno-Karabach. Om de slachtoffers van de Armeense Genocide te herdenken lopen in Jerevan duizenden mensen naar het nationaal monument Tsitsernakaberd om bloemen te leggen bij de eeuwige vlam.
De datum 24 april is ontleend aan de deportatie van Armeense intellectuelen uit Istanboel op 24 april 1915. De eerste herdenking werd gehouden in 1919.
In 1988 werd in de Armeense Socialistische Sovjetrepubliek 24 april erkend als openbare dag van herdenking. Op dezelfde dag wordt de Aramese Genocide herdacht.

## Afbeeldingen

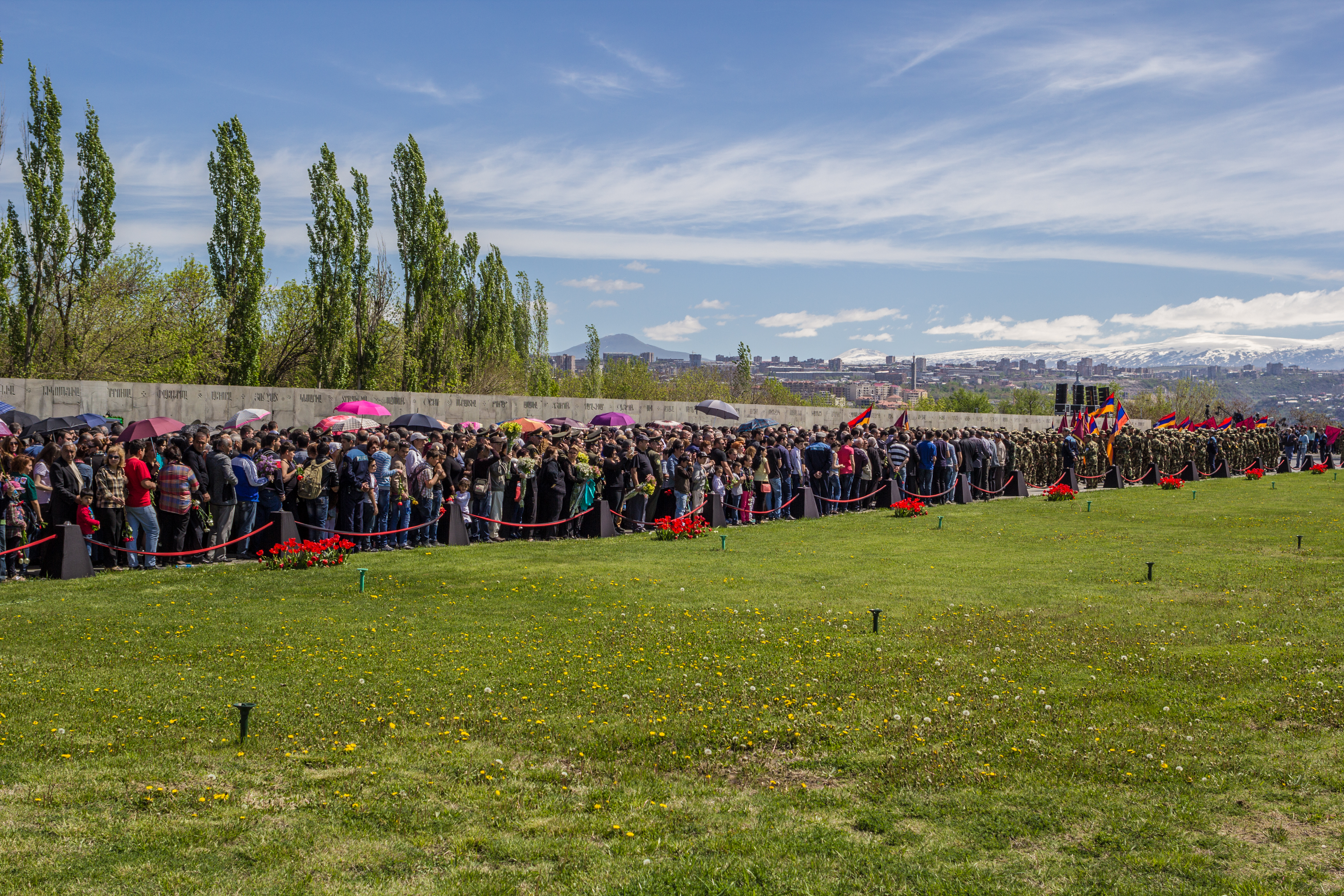
Herdenking op 24 april 2014.
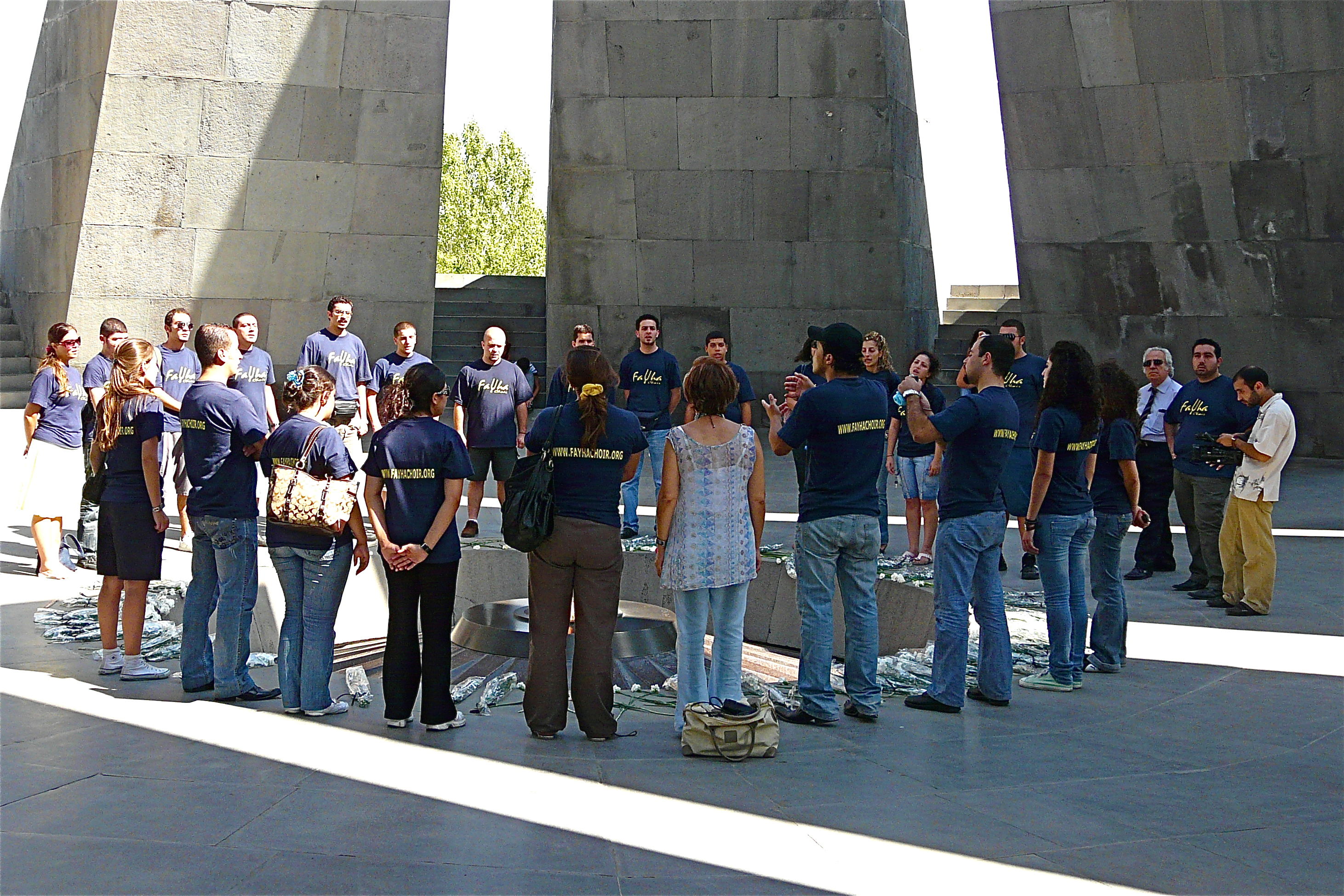
Bezoekers rondom de eeuwige vlam.
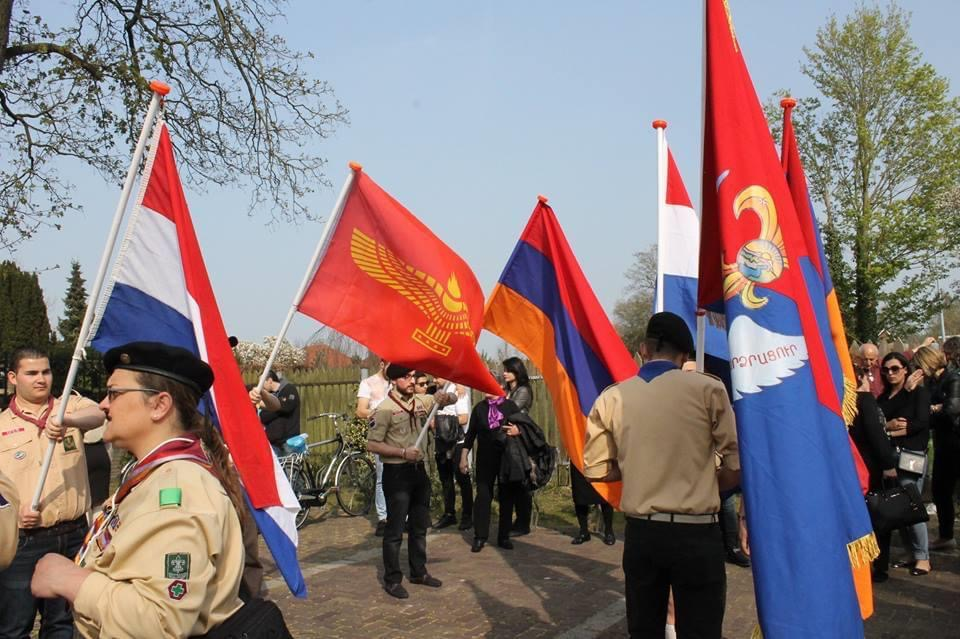
Herdenking bij het Genocidemonument in het Nederlandse Almelo in 2015, 100 jaar na de genocide.